# ストイフェサント・ストリート
座標: 北緯40度43分47.6秒 西経73度59分18.7秒 / 北緯40.729889度 西経73.988528度

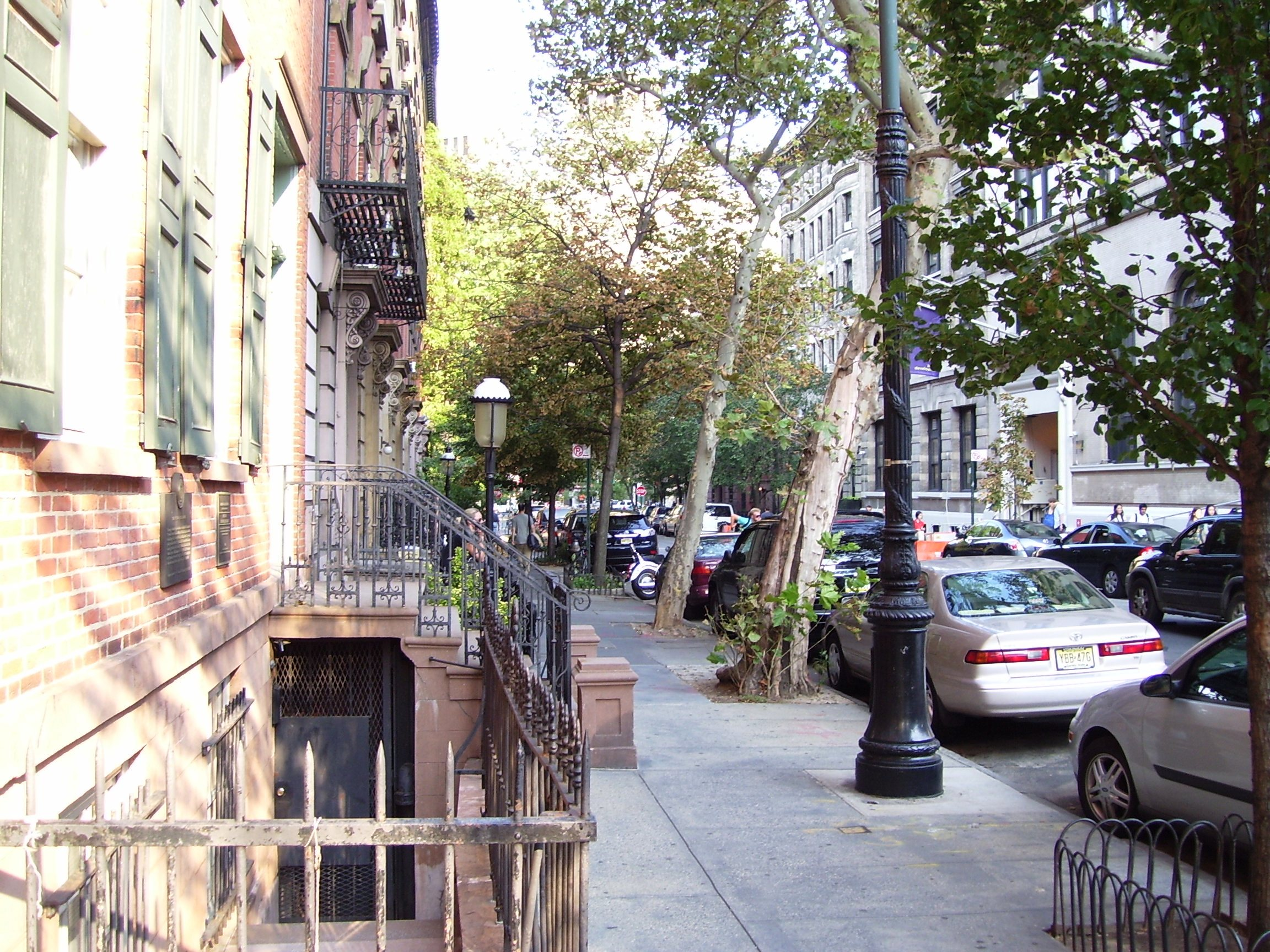
21番地から東を見た風景

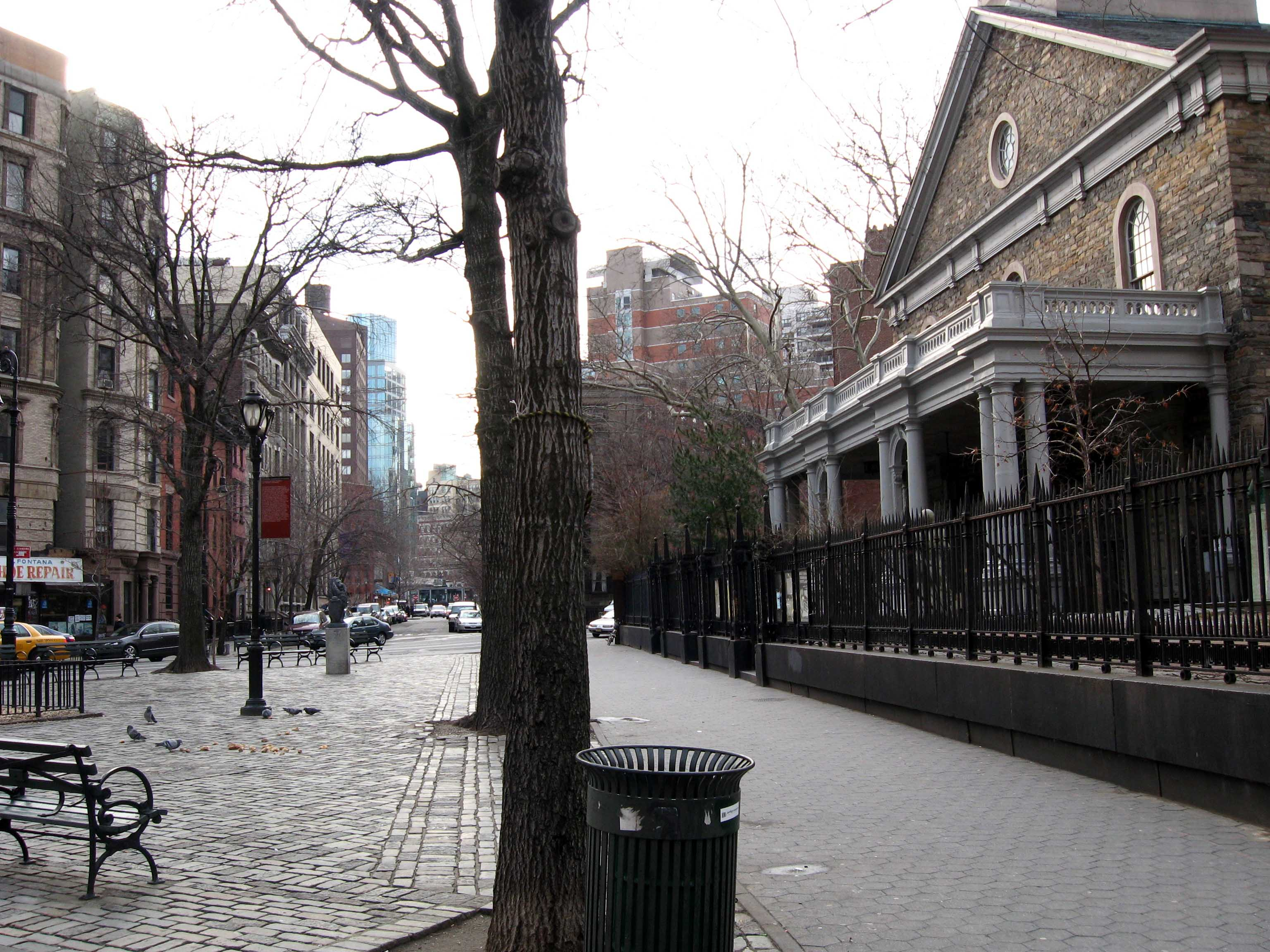
バワリーのセント・マークス教会の前のポケットパークはこの通りの東端であった。

ストイフェサント・ストリート (Stuyvesant Street) は、ニューヨーク市マンハッタン区イースト・ヴィレッジを走る通りである。この通りはマンハッタンでも最古の通りの一つである。8丁目の少し北の3番街から9丁目を交差し、2番街付近の10丁目まで、2ブロック弱を対角線方向に走っている。東向きへの一方通行である。この通りの大部分はセント・マークス歴史地区に含まれる。
この通りはマンハッタンの碁盤目状の通りに対して斜めに走っているが、実際はこの通りは地理的におおよそ真の東西方向に走るマンハッタンでも数少ない通りのうちの一つである。他の通常のマンハッタンの碁盤目状の通りは、西側が北へ28.9度傾いている。

## 概要と歴史
ストイフェサント・ストリートは元々、現在の4番街にあたるバワリー・ロードからピーター・ストイフェサントのマナー・ハウスまで、ストイフェサントの農場を抜けて東に走る通りであった。このマナー・ハウスは1778年10月に焼失し、ストイフェサント一家は残った墓地と礼拝堂を売却した。その土地は現在のバワリーのセント・マークス教会の側であった。
18世紀および19世紀のほとんどの間、ストイフェサント・ストリートは重要な幹線道路かつ露天市の並ぶ通りであったが、現在では一戸建て住宅と共同住宅が並ぶ古びた通りとなっている。また、ここではよく"古きニューヨーク" (Old New York) を撮影するための映画撮影が行われる。この通りの北側のほとんど（21番地から37番地）、および南側の一部（42番地から46番地）は、ニューヨーク市歴史建造物保存委員会によってセント・マークス教会周辺の地区を保存するために1969年に創設されたセント・マークス歴史地区に含まれている。さらに、ストイフェサント・ストリート 21番地に所在するストイフェサント・フィッシュ・ハウスとしても知られているハミルトン・フィッシュ・ハウスはニューヨーク市歴史建造物に登録されており、クーパー・ユニオンが所有し、その学長がそこに住んでいる。
1811年委員会計画によってマンハッタンの通りは厳密な碁盤目状に整備されたが、ストイフェサント・ストリートは例外として残された。20世紀に入り、この通りはかつては東はセント・マークス教会の前を通り2番街まで走っていた。しかし、ちょうどこの教会の正面にあたる10丁目と2番街の間の区間は現在はAbe Lebewohl Parkとなっている。辺りの通りを碁盤目状に整備する都合上、1938年に公共事業促進局によって、この小さな区画はシッティング・エリア（座って休憩できる場所）に転換され、セント・マークス公園と名付けられた。しかし、1970年代になって不衛生でドラッグの蔓延するエリアとなった。第10代Stuyvesant Streets Block Associationの会長であったMarilyn Applebergは、ここはニューヨーク市公園局の援助の下にあり、良い状態に保たれている必要があることを決意した。1980年になって、彼女は近隣のセカンド・アベニュー・デリのオーナーであるBeth FlusserおよびAbe Lebewohlとともに、この公園を保護するための嘆願運動を始めた。1996年3月4日、Lebewohlはこの公園近くの銀行で取引をしている際に、銃撃され殺害された。同年、この公園は長らく待ち望まれた改修工事が公園局によって実施された。Applebergはこの公園を、犠牲になったLebewohlを称えるため彼の名前を冠するよう運動し、同意を勝ち取った。
3番街と4番街の間を走っていた区間は、一ブロック丸ごとクーパー・ユニオンの45 Fourth Avenueというビルが1960年に建てられたが、2014年に新たに51 Astor Placeというビルが建設された。このビルの正面の、かつての通りに当たる区画はシッティング・エリアとして整備されている。

## 大衆文化におけるストイフェサント・ストリート
- 映画"ザ・インタープリター" (2005) において、ニコール・キッドマンが演じるキャラクターは10丁目とストイフェサント・ストリートの位置に住んでいた。この場所は映画で頻繁に使われる。